# فوغيو كوباياشي
فوغيو كوباياشي (باليابانية: 小林富士夫؛ بالكانا: こばやし ふじお) هو لاعب غولف ياباني، ولد في 15 يوليو 1944 في كاناغاوا في اليابان.

## وصلات خارجية
- فوغيو كوباياشي على موقع رابطة اليابان للاعبي الغولف المحترفين (الإنجليزية)